# Gatunek amfidromiczny
Gatunek amfidromiczny (gr. ámphō 'oba', drómos 'bieg') – gatunek dwuśrodowiskowego zwierzęcia wodnego przystosowanego do życia w wodzie słodkiej i słonej, okresowo przemieszczający się pomiędzy wodami morskimi a słodkimi, ale nie w celu rozrodu, lecz w ramach wędrówek żerowiskowych lub zimowiskowych. 